# Адемолло, Карло
Карло Адемолло (итал. Carlo Ademollo; 9 октября 1824, Флоренция — 15 июля 1911, там же) — итальянский художник. Участник Рисорджименто.

## Биография
Внук Луиджи Адемолло (1764—1849), художника-примитивиста.
С 1838 года изучал живопись в Академии изящных искусств во Флоренции. Ученик Джузеппе Беццуоле.
Придерживаясь либеральных взглядов, добровольцем вступил в армию. Участвовал в Первой войне за объединение Италии (1848). Принимал участие также в Австро-итало-французской (1859) и Австро-прусско-итальянской войнах (1866). Был помощником командира Национальной гвардии во Флоренции.
В 1848 году участвовал в выставке «Promotrice Fiorentina», где экспонировал несколько своих картин. Посещал известное флорентийское кафе «Микеланджело», где собирались многие известные местные художники, в том числе Сильвестро Лега, Джованни Фаттори, Телемако Синьорини, Николо Канниччи, недовольные состоянием тогдашнего итальянского искусства и считавшие неправильным намечавшийся возврат к традициям классицизма и академизма.
Будучи консервативным в своём творчестве, не принял идей движения группы художников «Маккьяйоли». На многих его картинах изображены Апеннинские сельские пейзажи в Тоскане.
Представитель романтизма. Специализировался на исторической живописи.
Среди его известных картин «Смерть Энрико Каироли» (1868), «Взятие Рима» (1880), портрет Рафаэле Кадорна и тому подобное.
В марте 1869 года был назначен профессором Академии изящных искусств во Флоренции.
|                        |  |  |  |  |
| Картины Карло Адемолло |  |  |  |  |